# Parafia Najświętszego Serca Pana Jezusa w Koszycach Małych
Parafia Najświętszego Serca Pana Jezusa w Koszycach Małych – parafia rzymskokatolicka należąca do dekanatu Tarnów Zachód diecezji tarnowskiej. Mieści się we wsi Koszyce Małe, w gminie Tarnów. Duszpasterstwo prowadzą duchowni ze Zgromadzenia Księży Najświętszego Serca Jezusowego (tzw. Sercanie czarni). 

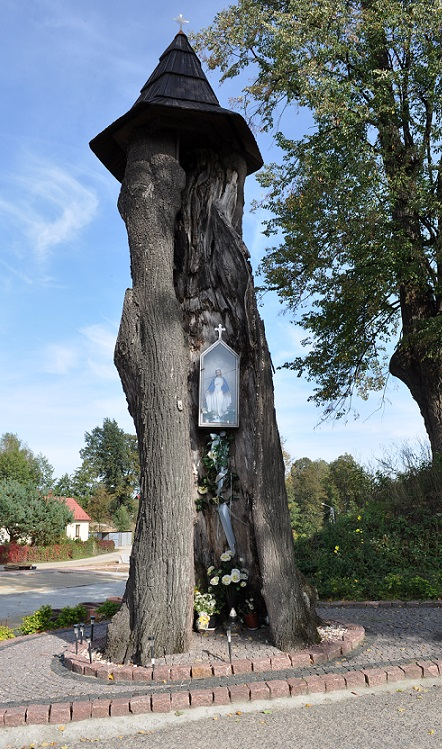
Kapliczka w pniu drzewa obok kaplicy.

## Historia
Parafia została utworzona w 1980 roku dekretem księdza biskupa Jerzego Ablewicza.

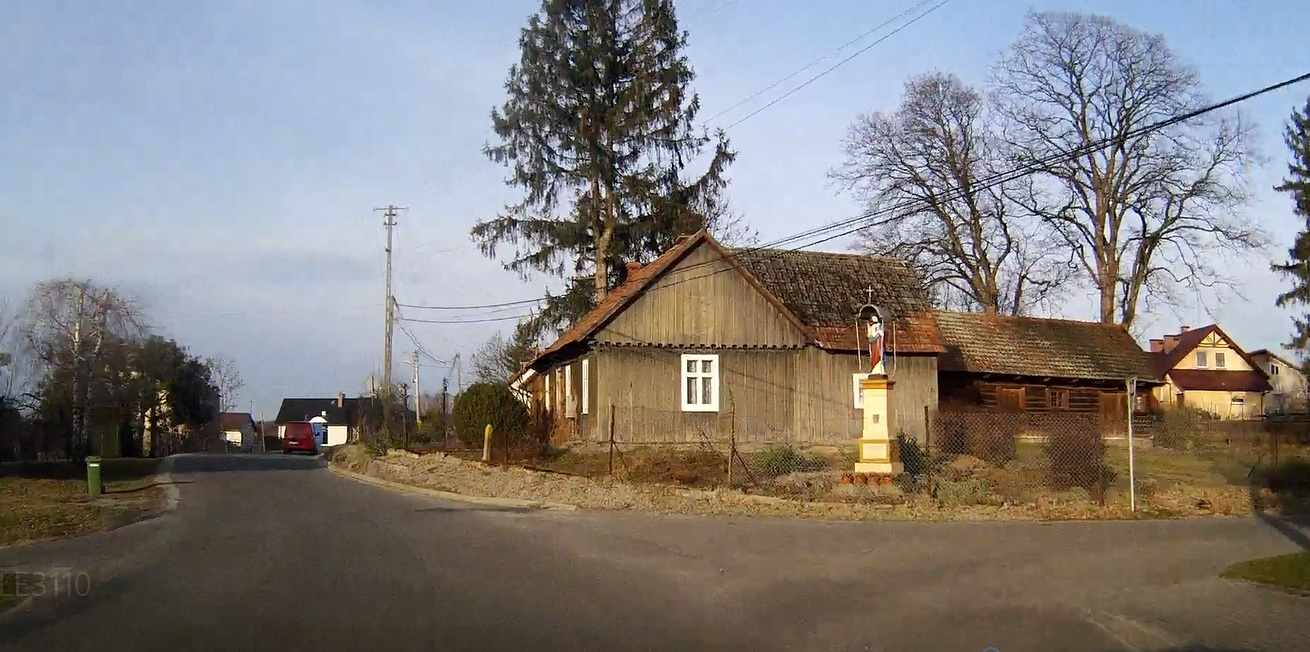
Figura Serca Pana Jezusa u zbiegu ul.Wolskiej i Lipowej.

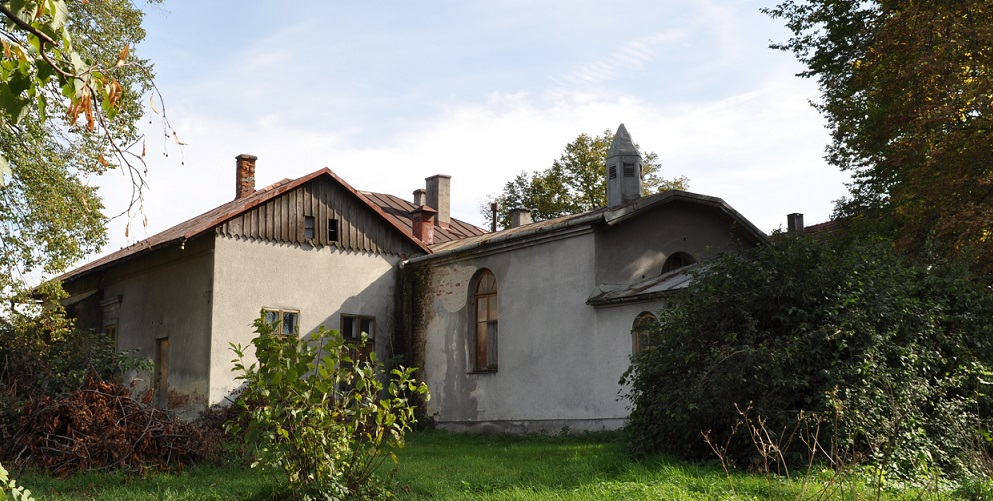
Dawna kaplica w Koszycach Małych.